# 戈氏小相手蟹
戈氏小相手蟹（学名：Nanosesarma gordoni），方蟹總科相手蟹科小相手蟹属的物種。WoRMS不承認本物種，認為只是小相手蟹的異名。
本物種廣泛分布在東亞地區，北從日本、朝鮮半島、
中国大陆的河北省北戴河海濱、浙江省、福建省、广东省（連香港）等地及台灣，生活环境为海水，主要栖息于低潮线岩石旁。